# کی. سی. جونز

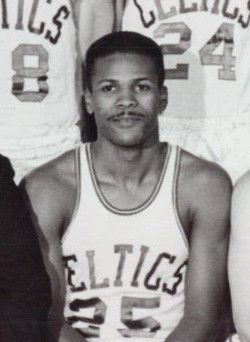
کی. سی. جونز - ۱۹۶۰

کی. سی. جونز (انگلیسی: K. C. Jones؛ زاده ۲۵ مهٔ ۱۹۳۲ – درگذشته ٢۵ دسامبر ٢٠٢٠) بازیکن بسکتبال اهل ایالات متحده آمریکا و باشگاه بوستون بود. او در ٢۵ دسامبر ٢٠٢٠ به‌دلیل کهولت سن درگذشت.